# Puppy Linux
Puppy Linux är en Linuxdistribution skapad av Barry Kauler. Som namnet antyder rör det sig om en liten och resurssnål distribution, som till skillnad från många andra Linuxdistributioner inte bygger på en redan förekommande distribution. Ubuntu har till exempel Debian som grund och använder samma paketsystem (.deb). Puppy är dock kompatibel med Slackware.

## Historik
Barry Kauler är en 58-årig elektronikingenjör från Australien som föreläst på en mängd olika universitet. Eftersom han tycker att det mesta i programväg är på tok för slött och innehåller för mycket onödig kod, så kallad "bloat" så bestämde han sig för att göra en både liten och snabb Linuxdistribution. För mer info om Barry Kauler se nedan.
Versioner
- Puppy 1 - 2005/03/29
- Puppy 2 - 2006/06/01
- Puppy 3 - 2007/10/02
- Puppy 4 - 2008/05/05
- Puppy 5 - 2010/05/15

## Vad är Puppy Linux?
Puppy Linux är en Live CD-Linuxdistribution som fokuserar på användarvänlighet och prestanda. Man behöver inte speciellt kraftfull hårdvara för att använda Puppy Linux eftersom en dator på 166 MHz och 64 MB internminne räcker för att köra Puppy Linux. Själva operativsystemet är bara runt 94 MB stort och kan köras från CD eller ett USB-minne. Puppy Linux är bra om man vill få liv i en äldre dator som inte orkar med att dra Windows eller en mer krävande Linuxdistribution. Puppy Linux är även bra för att snabbt komma åt sina hårddiskar om ens vanliga operativsystem kraschat. Eftersom Puppy Linux körs helt och hållet från RAM-minnet så är operativsystemet inte ens beroende av en hårddisk för att kunna köras, man kan spara sin data till USB-minne eller en CDRW-skiva. Puppy går även att köra från en zipdrive eller genom emulation. Det går till och med att starta sin Puppy Linux-installation från diskett om man skulle vilja det. Puppy Linux läser även NTFS-formaterade diskar direkt, detta gör att man kan ha en ganska liten virtuell hårddisk och spara det mesta till ens vanliga partitioner, vilket är att rekommendera.

## Installation
För att allt skall bli så problemfritt och enkelt som möjligt så använder Puppy Linux något som kallas "Frugal installation" vilket innebär att Puppy Linux skapar en "virtuell" Linuxhårddisk i form av en enda fil som är ext2 (linux)-formaterad "inuti". Detta gör att man kan ha sin Puppy hårddisk på en vanlig NTFS-formaterad partition i form av en vanlig fil. Man kan även välja att kopiera över själva operativsystemet till hårddisken (för snabbare start) och får då ytterligare en fil på hårddisken som blir runt 94 MB stor. Detta system gör att man dels slipper en bootmeny som GRUB, det blir dessutom enkelt att backa upp sin data om något skulle gå fel. Allt man behöver göra är att kopiera sina två filer till en annan partition så är det enkelt att bara kopiera tillbaks dem för att återställa sitt Puppy Linux. Det finns inbyggda verktyg för att öka på sin virtuella hårddisk om man vill. Det finns även program för att skapa sin egen Puppy Linux-CD efter det att man modifierat sin installation, som man då bränner ned till en ny skiva och sedan kan dela med andra om man vill, en så kallad "remaster".

## Mappsystemet
Mappsystemet är också lite specialanpassat för just nybörjare, mappar som "My Documents", "My Pictures" osv gör att speciellt windowsanvändare får det lite lättare att orientera sig i filsystemet då det finns likheter med windows eget "mina dokument"-system. "Root" är alltid hemmappen eftersom man ständigt är inloggad som administratör. Puppy använder även automontering av diskenheter, man bara trycker på diskikonen så monteras den direkt och man kommer åt alla sina filer på windowsdiskarna eller sina skivor utan att behöva montera dem separat.

## Program
Det mesta man behöver följer med Puppy Linux, man har allt från webbläsare, ordbehandlare, brännprogram, bildbehandling, mediauppspelare. Det mesta man behöver i codec-väg finns redan installerat och Puppy klarar därför de flesta film- och ljudformat direkt. 
Typiska program som följer med Puppy Linux är, Abiword, Gnumeric, Pburn, Geany, Seamonkey, gxine, mf. Det är även enkelt att installera fler program om man vill eftersom Puppy Linux har en inbyggd pakethanterare inte helt olik den som finns i Ubuntu till exempel. Firefox, Gimp, Xine, Open Office m.fl. finns färdiga att installera från pakethanteraren och det är inte mycket svårare än att peka och klicka för att installera fler program i Puppy Linux. Precis som många andra Linuxdistributioner så har Puppy Linux sitt eget "paketsystem" i form av .pet och .pup-paket. Dessa sköter Puppy Linux helt automatiskt medan användaren bara väljer vilket program som han/hon vill installera. Puppy kontrollerar även beroenden så att det inte saknas något bibliotek för att köra programmet och säger i så fall till. Att avinstallera program är precis lika enkelt att göra i pakethanteraren.

## Språk
Tyvärr finns inte Puppy Linux på svenska än. Puppy Linux finns på ett antal olika språk och en svensk version är inte omöjlig inom en snar framtid. Det finns dock en del språkval i vissa program eller i vissa Puplets.
Senaste versionen 4.31 finns på svenska. Skulle man i efterhand vilja ha svenska kan man skriva i kommandorutan "command setxkbmap se"

## Lättanvänt
Puppy Linux är gjord för att den skall vara lätt att använda, även för en nybörjare på Linux som kanske bara har använt Windows eller OS X förut. Puppy Linux har en mängd "wizards", dvs små peka/klicka-guider inbyggda för att det skall vara lätt att få igång sin hårdvara. Dessutom så har Puppy Linux effektiva drivrutiner inbyggda som klarar att få igång det mesta i hårdvaruväg, alltifrån trådlösa modem till digitalkameror eller grafikkort. Själva fönstersystemet med sina menyer är inte helt olikt Windows till upplägget eftersom Puppy är designat med tanke på att windowsvana användare skall känna sig hemma.

## Grafikservers
Puppy Linux levereras med två grafiska servers, Xvesa och Xorg. Xvesa är för lite äldre datorer eller om det skulle uppstå problem med att använda sig av Xorg.

## Fönstersystem
Puppy Linux levereras med fönstersystemet JWM, men det är lätt att byta till något annat om man skulle föredra det. Flera olika fönstersystem kommer med pakethanteraren, man kan välja mellan Icewm, Openbox mf om man skulle föredra dem framför det inbyggda. Något som är ganska unikt för Puppy Linux är att man är ständig "root", dvs inloggad som administratör när man kör Puppy Linux. Detta betyder att man har behörighet till hela systemet och alla filer.

## Puplets
"Puplets" är varianter på originaldistributionen av Puppy Linux som "remastrats" av en mängd Puppy Linux-användare som lagt till program eller kanske ändrat utseendet på Puppy Linux. Detta gör att det finns en mängd olika varianter av Puppy Linux att välja på när man laddar hem disten med alltifrån riktigt små puplets till riktigt fullutrustade puplets som kanske är flera gånger så stora som originaldistributionen själv.